# کیت واز
نایجل کیت آنتونی استندیش واز (به انگلیسی: Nigel Keith Anthony Standish Vaz) (زاده ۲۶ نوامبر ۱۹۵۶ عدن) سیاستمدار طرفدار حزب کارگر بریتانیا است که در انتخابات سراسری سال ۱۹۸۷ به عنوان نماینده لستر شرقی به مجلس عوام بریتانیا راه یافت و از سال ۲۰۰۷ تا ۲۰۱۶ ریاست کمیته امور داخلی مجلس عوام بریتانیا را به عهده داشت. او طولانی‌ترین دوران خدمت را درمیان آسیایی‌تباران عضو پارلمان بریتانیا داشت.
کیت و از در سپتامبر ۲۰۱۶ در پی یک رسوایی اخلاقی از سمت خود استعفا کرد.

## زندگی
کیت و از در ۲۶ نوامبر سال ۱۹۵۶ در عدن متولد شد. پدر و مادر او اهل گوای هند بودند. نام خانوادگی او گوایی-پرتغالی است و نسبی دور از سنت جوزف واز دارد که یک مبلغ سده ۱۷ بوده‌است. او با خانواده‌اش در سال ۱۹۶۵ به انگلستان نقل مکان کرد. پدر او در صنعت هواپیمایی مشغول به کار بود و مادرش افزون براینکه معلم بود در فروشگاه مارکس اند اسپنسر نیز کار می‌کرد. کیت ۱۴ ساله بود که پدرش خودکشی کرد.